# Compsodes cucullatus
Compsodes cucullatus es una especie de cucaracha del género Compsodes, familia Corydiidae, orden Blattodea.

## Distribución
Se distribuye por América: Guatemala, Panamá y los Estados Unidos, en el estado de Florida.

## Taxonomía
Fue descrita por Saussure & Zehntner en 1894 y publicada en Saussure & Zehntner. 1894. Biol. Centr. Amer., Zool., Orthopt. 1.